# Чарковський Олександр Юрійович
Олександр Юрійович Чарковський — матрос Збройних сил України, учасник російсько-української війни, що загинув у ході російського вторгнення в Україну в 2022 році.

## Військова служба
Олександр Чарковський ніс військову службу на посаді водія реактивного артилерійського взводу реактивної артилерійської батареї реактивного артилерійського дивізіону бригадної артилерійської групи миколаївської 36-ї бригади морської піхоти.

## Нагороди
- орден «За мужність» III ступеня (2022, посмертно) — за особисту мужність і самовіддані дії, виявлені у захисті державного суверенітету та територіальної цілісності України, вірність військовій присязі.